# Joseph Desha
Pour les articles homonymes, voir Desha.
Joseph Desha (9 décembre 1768 – 11 octobre 1842, Georgetown), est un général et homme politique américain.

## Biographie
Frère de Robert Desha, il suit la carrière militaire et devient Major-général.
Il est membre de la Chambre des représentants des États-Unis pour le Kentucky de 1807 à 1819 et Gouverneur du Kentucky de 1824 à 1828.

## Sources
- (en) Cet article est partiellement ou en totalité issu de l’article de Wikipédia en anglais intitulé « Joseph Desha » (voir la liste des auteurs).